# União das Freguesias de Tamel (Santa Leocádia) e Vilar do Monte
União das Freguesias de Tamel (Santa Leocádia) e Vilar do Monte, kurz Tamel (Santa Leocádia) e Vilar do Monte, ist eine Gemeinde (Freguesia) im Kreis Barcelos im Norden Portugals.
In der Gemeinde leben 1.420 Einwohner auf einer Fläche von 11,06 km² (Stand nach Zahlen von 2011).
Die Gemeinde entstand im Zuge der Gebietsreform in Portugal am 29. September 2013 durch Zusammenlegung der beiden bisherigen Gemeinden Santa Leocádia de Tamel und Vilar do Monte. Santa Leocádia de Tamel wurde Sitz der Gemeinde.